# Zdzisław Skórzyński
Zdzisław Skórzyński (ur. 3 stycznia 1925 w Chudolipiu, zm. 15 grudnia 2002 w Warszawie) – polski betoniarz, poseł na Sejm PRL I kadencji, przodownik pracy.

## Życiorys
Pracował jako brygadzista w firmie budowlanej „Rotha” przy odbudowie Warszawy, z zawodu był betoniarzem. W 1949 wstąpił do Związku Młodzieży Polskiej, a w 1952 do Polskiej Zjednoczonej Partii Robotniczej, wchodził w skład Komitetu Wojewódzkiego PZPR w Warszawie. Był przodownikiem pracy, w 1952 uzyskał mandat posła na Sejm PRL I kadencji w okręgu Warszawa, w parlamencie pracował w Komisji Gospodarki Komunalnej i Mieszkaniowej. W czasie kadencji uzupełnił naukę w zakresie szkoły podstawowej i ukończył szkołę zawodową, uzyskując dyplom mistrzowski.
Został odznaczony Orderem Sztandaru Pracy I i II (1950) klasy, Złotym Krzyżem Zasługi, Medalem 10-lecia Polski Ludowej Srebrną i Złotą Odznaką „Przodownik Pracy”, a także Odznaką „Za Zasługi w Pracy Społecznej i Związkowej”, odznaczeniem Światowej Rada Pokoju i Medalem „W Dziesiątą Rocznicę Wyzwolenia Warszawy”.
Został pochowany na cmentarzu w Rembertowie.